# ایلیسیوم
ایلیسیوم (نام علمی: Illicium) نام یک سرده از رده رده دم‌اسبی است.